# Mama, I'm Coming Home
Mama, I'm Coming Home est un CD single d'Ozzy Osbourne.

## Titres

### Version Britannique et Australienne
1. Mama, I'm Coming Home (4:13)
2. Don't Blame Me (4:59)
3. Steve Wright Show interview

### Version Américaine
1. Mama, I'm Coming Home (4:13)
2. Don't Blame Me (4:59)
3. Party With the Animals (4:18)

### Version Allemande
1. Mama, I'm Coming Home (edit) (3:25)
2. Don't Blame Me (4:58)
3. Goodbye to Romance (5:32)
4. Time After Time (4:21)

### Version 12"
1. Mama, I'm Coming Home
2. Don't Blame Me
3. I Don't Know
4. Crazy Train

### Version 12" seconde édition
1. Mama, I'm Coming Home
2. Goodbye to Romance
3. Time After Time

### Version Jukebox
1. Mama, I'm Coming Home 04:13
2. Don't Blame Me 04:59

### Version Allemande de 2004
1. Mama, I'm Coming Home (remastered) 04:12
2. Mama, I'm Coming Home (live) 04:38
3. Crazy Train (live)

### Version Promo 2004
1. Mama, I'm Coming Home (remastered) 04:12
2. Crazy Train (live)